# فیتوملانین

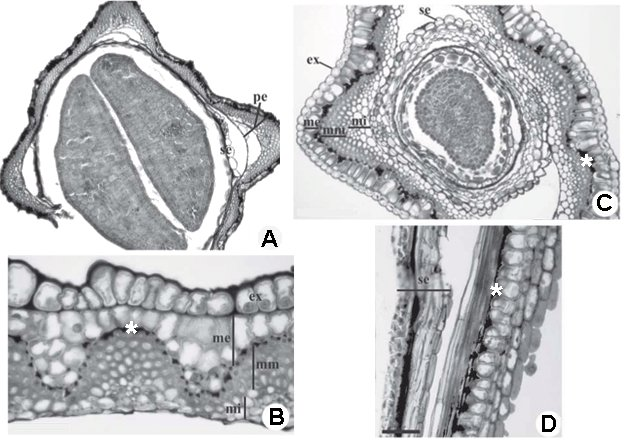
نمایی از فیتوملانین‌ها در گیاه گل آفتاب رو

فیتوملانین (انگلیسی: Phytomelanin) ماده‌ای سیاه، بی‌اثر و آلی است که پوششی پوسته مانند از برخی دانه‌ها را تشکیل می‌دهد که معمولاً در مارچوبه‌سانان و کاسنیان یافت می‌شود اما در سایر گروه‌های طبقه‌بندی غیر معمول است. فیتوملانین در اکثر خانواده‌های مارچوبه‌ها (البته نه در ثعلبیان) یافت می‌شود. از نظر مکانیکی سخت است و یک ماده مقاوم را تشکیل می‌دهد، اگرچه در میوه‌های در حال رشد انعطاف‌پذیرتر است و بعداً سخت می‌شود. از نظر شیمیایی به نظر می‌رسد که یک الکل آروماتیک پلی‌وینیل باشد و تصور می‌شود که از هیپودرم ترشح می‌شود. به نظر می‌رسد که در برابر شکارچیان حشرات و خشک شدن مقاومت می‌کند.